# Bandicota savilei
Bandicota savilei је врста глодара из породице мишева (Muridae).

## Распрострањење
Присутна је у следећим државама: Камбоџа, Бурма, Вијетнам и Тајланд. Присуство у Лаосу је непотврђено.

## Станиште
Станишта врсте су шуме и поља кукуруза. Врста је присутна на подручју реке Меконг у југоисточној Азији.

## Угроженост
Ова врста је наведена као последња брига, јер има широко распрострањење и честа је врста.